# Менендес, Хесус
Хесус Менендес Ларрондо (исп. Jesús Menéndez Larrondo; 14 декабря 1911, близ Энкрусихады, провинция Лас-Вильяс, Куба — 22 января 1948, Мансанильо, Куба) — кубинский деятель рабочего движения, профсоюзный лидер и коммунистический политик.
С юношеских лет работал в сахарной и табачной промышленности, получил прозвище «Генерал тростника» (el General de las Cañas). Неоднократно подвергался арестам за активную профсоюзную деятельность. Его убийство капитаном Хоакином Касильясом стало кульминационным пунктом полицейского террора и потрясло страну — действующий оппозиционный депутат был убит агентом реакции (как многие считали, по прямому указанию властей).

## Биография
Он родился в семье рабочего 14 декабря 1911 года в муниципалитете Энкрусияда в бывшей провинции Лас-Вильяс. Работал рубщиком сахарного тростника и на сортировке табака.
Рано включился в профсоюзное движение, отстаивая права рабочих, улучшение условий их жизни и труда. С 1931 года был членом Коммунистической партии Кубы (Народно-социалистической партии), участвовал в борьбе против диктатуры Херардо Мачадо, руководя забастовочным движением в районе Энкрусихады.
В 1938 году по его инициативе была создана Федерация трудящихся провинции Лас-Вильяс (Санта-Клара), в которой он занял пост генерального секретаря. В 1939 году вошёл в Исполком Конфедерации трудящихся Кубы. В 1940‒1948 годах — генеральный секретарь учреждённой годом ранее Национальной федерации трудящихся сахарной промышленности (FNTA).
В 1940 году он был заместителем делегата в Учредительном собрании и дважды избирался членом Палаты депутатов Национального конгресса Кубы — в 1942 и 1946 годах. В 1941 году Хесуса Менендеса сменили на посту генерального секретаря Федерации трудящихся Лас-Вильяса, поскольку он возглавил национальный профсоюз сахарников. Их борьба была связана с профсоюзной защитой рабочих отрасли, борьбой против выселения крестьян, эксплуатации бедняков и расизма.
Хесус Менендес возглавил борьбу трудящихся за преодоление «сахарного дифференциала» (diferencial azucarero), что считалось одним из величайших достижений кубинского рабочего класса до 1959 года.
После Второй мировой войны Менендес выступил против решения правительства Рамона Грау Сан-Мартина заморозить на два года цену на сахар для Соединённых Штатов на гораздо более низком уровне, чем установленный на международном рынке. По совету экономиста Хасинто Торреса посредством массовой мобилизации работников сахарной отрасли Менендес добился участия профсоюза в переговорах, проходивших в Вашингтоне, сумев ввести «гарантийную оговорку», устанавливающую, что цена на экспортируемый сахар увеличится на в той же пропорции, что и цена основных продуктов, которые Куба импортировала из США. Благодаря этому пункту сахарщики получили в конце года дополнительную зарплату в размере 13,42 %, которая стала известна как «сахарный дифференциал».
Также совершал поездки в Соединённые Штаты, где выступал против произвола североамериканских монополий и в защиту интересов трудящихся сахарной промышленности. В 1947 году активно участвовал в подготовке Международной конференции трудящихся сахарной промышленности.

## Гибель
Как только у Вашингтона появилась такая возможность, произошёл откат завоеваний кубинских профсоюзов. В 1947 году правительство Грау Сан-Мартина поддалось давлению США и согласилось на резкое снижение процентной ставки, установленной для «сахарного дифференциала» того года. Профсоюзное движения ответило усилением борьбы, на что власти приказали арестовать Хесуса Менендеса, что было очевидной провокацией, поскольку профсоюзный лидер пользовался парламентским иммунитетом в качестве депатата от Народно-социалистической партии.
22 января 1948 года капитан Хоакин Касильяс сел на поезд в Мансанильо, в котором ехал Менендес. В ответ на заявление офицера об аресте лидера профсоюза тот отверг этот приказ как незаконный, отсылая к своей депутатской неприкосновенности, и отказался следовать за солдатом, повернувшись к нему спиной. Тогда Касильяс убил Менендеса тремя выстрелами.
В последний путь профсоюзного лидера провожало около 50 тысяч человек на его похоронах в Гаване 25 января. Рабочие приостановили работу в Сантьяго-де-Куба, торговцы закрыли свои лавки в родной для Менендеса Энкрусихаде. Протесты происходили даже в США у кубинского консульства. Коллеги убитого по коммунистической парламентской фракции Ласаро Пенья и Блас Рока возложили ответственность за совершённое на правительство. В заявлении Народно-социалистической партии указывалось, что Менендес был убит «по приказу правительства». С преднамеренностью преступления соглашалась даже консервативная пресса.
Хотя убийцу признали виновным в убийстве депутата, вскоре того освободили. Он пользовался протекцией начальника штаба армии генерал-майора Переса Дамеры, обвинявшего убитого в подстрекательстве к забастовкам сахарных рабочих и мятежу солдат. Обвинителем от семьи Менендеса выступил адвокат-марксист Карлос Рафаэль Родригес, ранее занимавший министерский пост в кабинете Батисты, а адвокатом убийцы был Хосе Миро Кардона, который станет первым премьер-министром после Кубинской революции. Во время последней Касильяс защищал режим Фульхенсио Батисты, и 2 января 1959 года он был казнён революционерами после попадания в плен в битве при Санта-Кларе.
Поэт Николас Гильен, близкий друг Хесуса Менендеса, затем написал о гибели товарища знаменитое и обширное стихотворение «Элегия».